# Saint-Florentin (Yonne)
Saint-Florentin település Franciaországban, Yonne megyében. Lakosainak száma 4230 fő (2022. január 1.). Saint-Florentin Venizy, Beugnon, Brienon-sur-Armançon, Champlost, Chéu, Germigny, Mont-Saint-Sulpice, Neuvy-Sautour, Turny és Vergigny községekkel határos.

## Népesség
A település népessége az elmúlt években az alábbi módon változott:
| Lakosok száma | 4692 | 4505 | 4463 | 4362 | 4376 | 4240 | 4211 | 4220 | 4230 |
|               | 2013 | 2015 | 2016 | 2017 | 2018 | 2019 | 2020 | 2021 | 2022 |